# Ryûgû-nisi Misaki
Ryûgû-nisi Misaki är en udde i Antarktis. Den ligger i Östantarktis. Norge gör anspråk på området.
Terrängen inåt land är kuperad. Havet är nära Ryûgû-nisi Misaki åt nordväst. Trakten är obefolkad. Det finns inga samhällen i närheten. 